# Block (enkel maskin)

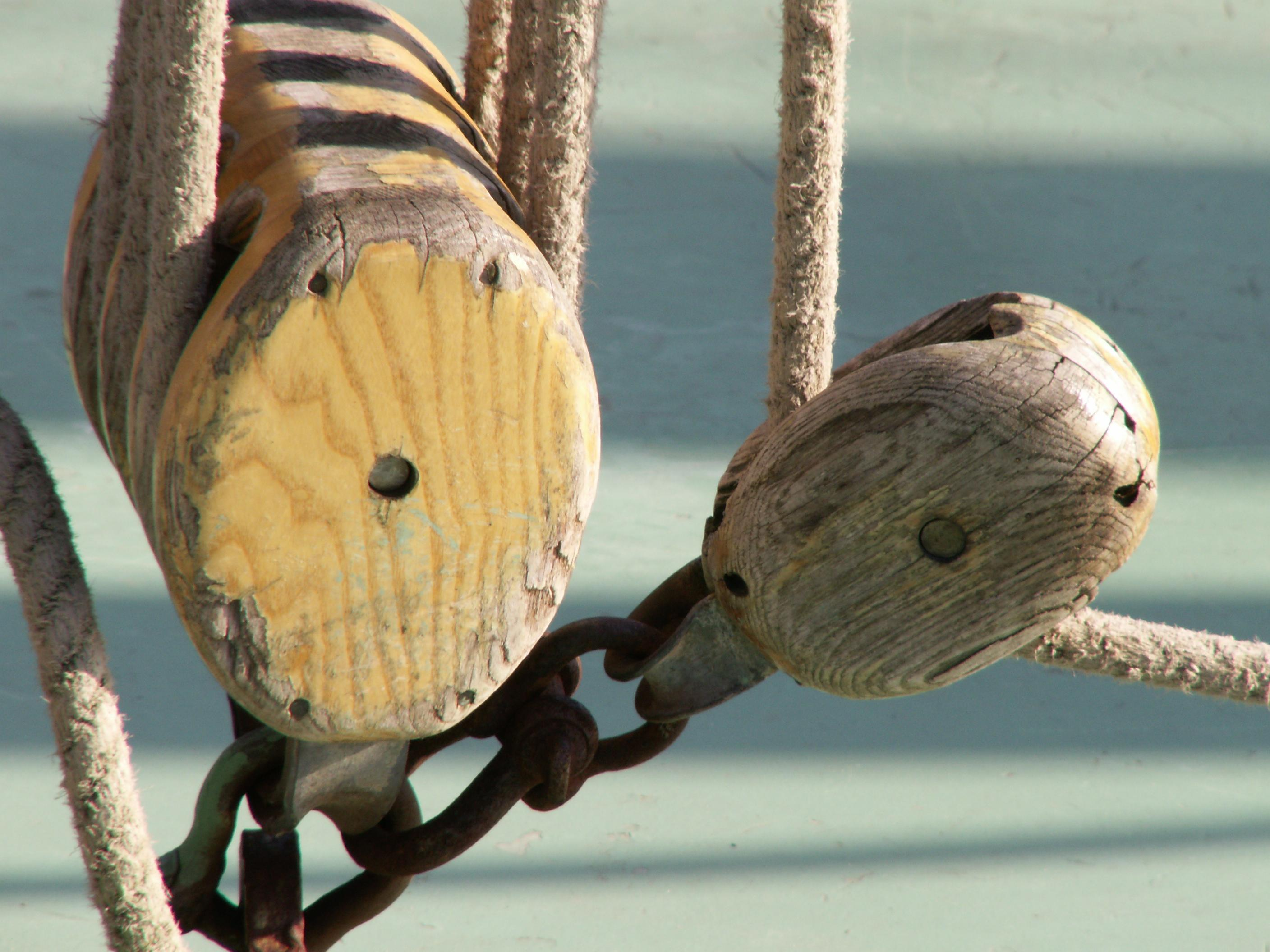
Treskuret block på ett skepp som del av talja. Det mindre, enskurna, används för att ändra dragkraftens riktning.

Block och talja, fyra varianter (med utväxling inom parentes):
1. Block (1:1).
2. Enkel talja (1:2).
3. Dubbel (eller treskuren) talja (1:3).
4. Fyrskuren talja (1:4).
En talja med fler skivor än fyra kallas "gina".

Block kallas en enkel konstruktion som kan användas ensamt för att ändra riktning på en dragkraft, eller i par som en talja (block och talja), en hissanordning som ger utväxling mellan kraft och väg. Blocket räknas traditionellt till de sex enkla maskinerna.
Blocket består av ett fast blockhus, i vilket en eller flera skivor (trissor, "hjul") är upphängda och kring vilka ett rep eller en vajer, "löparen", löper. Om block används i par, som en talja, bör dessa ha lika många skivor eller det ena en skiva mer. Skivorna kan vara monterade parallellt i blockhuset (ha "gemensam" axel) eller monteras den ena ovanför den andra. I det senare fallet kallas blocket "syskonblock" eller "fiolblock" . Ett block med en öppning i blockhuset för att man enkelt skall kunna föra in en löpare kallas "kastblock" eller "kipblock". Med ett blocks eller en taljas skärning avses hur många skivor blocket/taljan har (att "skära i ett tåg" betyder att trä det genom ett block).
På en talja är löparen fäst i "hundsvotten" på det ena blocket och löper sedan fram och tillbaka mellan blocken, turvis runt de båda blockens skivor. När man sedan drar i repet fördelas den inhämtade repmängden jämnt på var och en av slingorna, och ju fler slingor, desto mindre blir alltså avståndsminskningen mellan blocken då man drar in en viss mängd rep. Enligt grundläggande mekaniska samband ger detta en multiplikation av den insatta dragkraften. Det man vinner i lyftkraft får tas igen i ökad längd lina att dra hem.
Till totalresultatet måste dock tillföras att taljans massa ökar den totala massa som måste hissas upp, varför den erforderliga dragkraften vid användande av tung talja inte utan vidare kan beräknas som kvoten mellan nyttolastens vikt och antalet slingor. Man måste också tillfoga den extra friktion som tillförs av att ytterligare en repslinga dras runt ytterligare en skiva.

## Kedjeblock
I kedjeblock är mekanismen ett par kugghjul som ger utväxling av handkraften. Ett kedjeblock består av en inkapslad kuggmekanism (med plåtkåpor) och två kedjor. Den ena kedjan är ihopsvetsad och dras alltså runt varv efter varv, den andra kedjan - lyftkedjan - löper då i sakta mak längs kuggmekanismen. Lyftkedjan har typiskt en krok i änden. Kedjeblocket självt hängs med en annan krok.
Ett spaklyftblock är en variant av ett kedjeblock som istället för en handkedja har en spak.
En kedjelyft är en motoriserad variant.

## Galleri

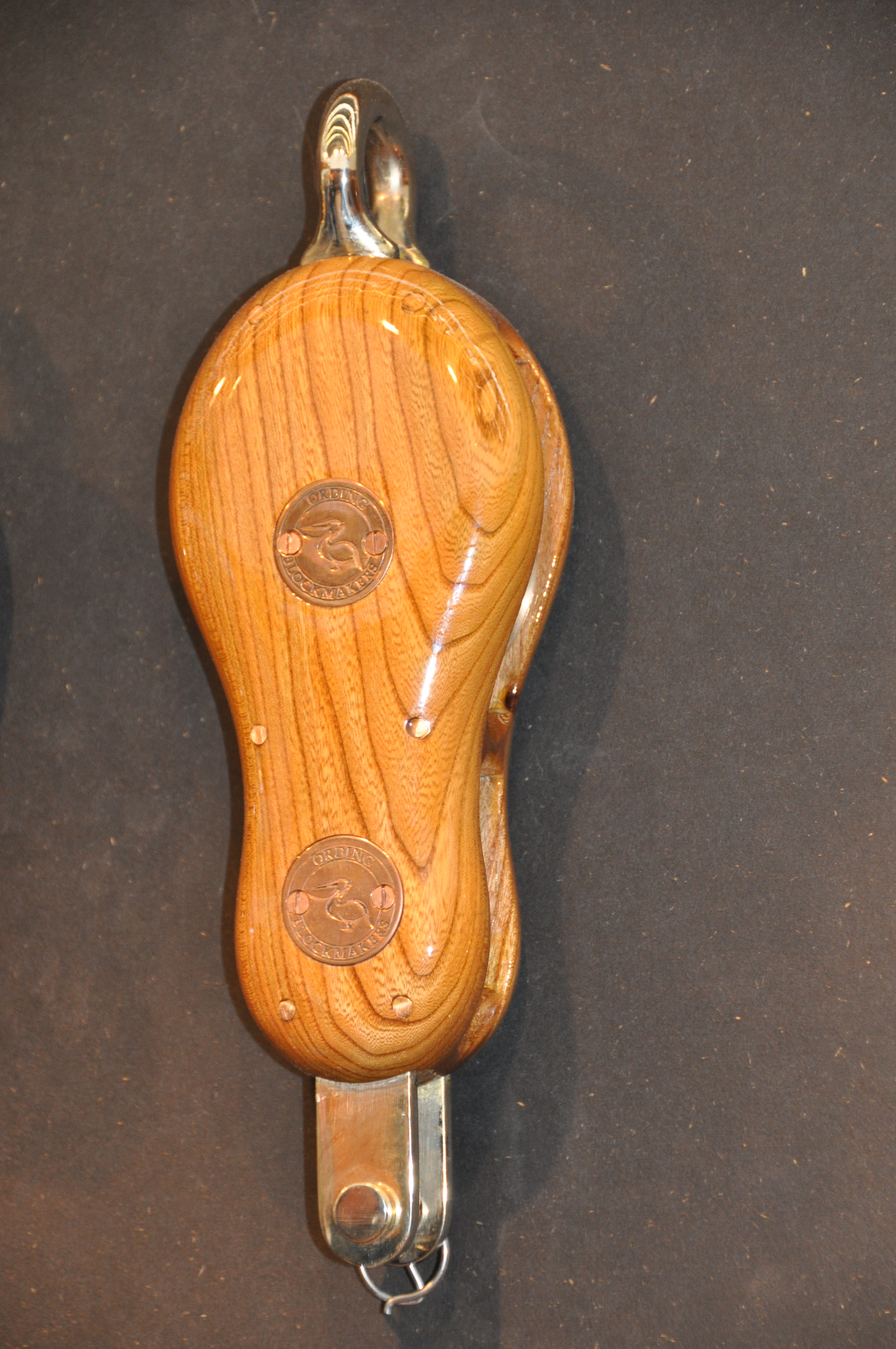
Fiolblock. Fästanordningen i nederänden kallas hundsvott
Öppningen i kastblockets hus gör att man slipper trä löparen genom blocket.
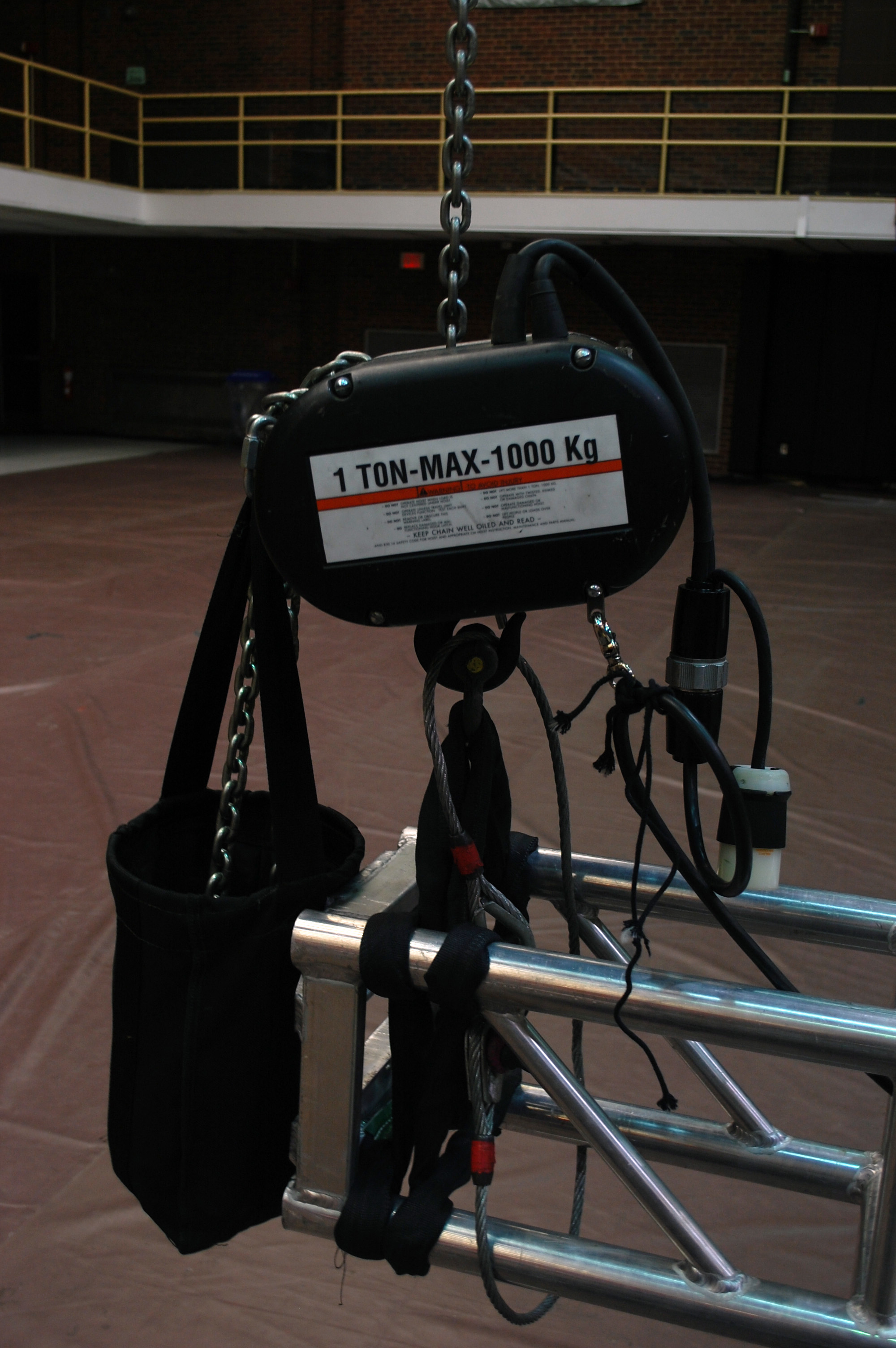
Motoriserad kedjelyft